# Fontaine-Simon
Fontaine-Simon és un municipi francès, situat al departament de l'Eure i Loir i a la regió de Centre – Vall del Loira. L'any 2007 tenia 870 habitants.

## Demografia

### Població
El 2007 la població de fet de Fontaine-Simon era de 870 persones. Hi havia 350 famílies, de les quals 84 eren unipersonals (44 homes vivint sols i 40 dones vivint soles), 135 parelles sense fills, 115 parelles amb fills i 16 famílies monoparentals amb fills.
La població ha evolucionat segons el següent gràfic:
Habitants censats

### Habitatges
El 2007 hi havia 458 habitatges, 355 eren l'habitatge principal de la família, 71 eren segones residències i 32 estaven desocupats. 454 eren cases i 1 era un apartament. Dels 355 habitatges principals, 303 estaven ocupats pels seus propietaris, 47 estaven llogats i ocupats pels llogaters i 6 estaven cedits a títol gratuït; 12 tenien dues cambres, 62 en tenien tres, 130 en tenien quatre i 151 en tenien cinc o més. 300 habitatges disposaven pel capbaix d'una plaça de pàrquing. A 152 habitatges hi havia un automòbil i a 180 n'hi havia dos o més.

### Piràmide de població
La piràmide de població per edats i sexe el 2009 era:
| Homes | Edats   | Dones |
| ----- | ------- | ----- |
| 0     | 95 o +  | 0     |
| 0     | 90 a 94 | 8     |
| 8     | 85 a 89 | 4     |
| 12    | 80 a 84 | 12    |
| 16    | 75 a 79 | 24    |
| 12    | 70 a 74 | 4     |
| 32    | 65 a 69 | 32    |
| 20    | 60 a 64 | 12    |
| 28    | 55 a 59 | 20    |
| 24    | 50 a 54 | 32    |
| 52    | 45 a 49 | 40    |
| 28    | 40 a 44 | 32    |
| 44    | 35 a 39 | 36    |
| 16    | 30 a 34 | 28    |
| 16    | 25 a 29 | 12    |
| 24    | 20 a 24 | 12    |
| 20    | 15 a 19 | 36    |
| 28    | 10 a 14 | 40    |
| 12    | 5 a 9   | 40    |
| 16    | 0 a 4   | 24    |

## Economia
El 2007 la població en edat de treballar era de 564 persones, 420 eren actives i 144 eren inactives. De les 420 persones actives 396 estaven ocupades (210 homes i 186 dones) i 24 estaven aturades (5 homes i 19 dones). De les 144 persones inactives 63 estaven jubilades, 42 estaven estudiant i 39 estaven classificades com a «altres inactius».

### Ingressos
El 2009 a Fontaine-Simon hi havia 368 unitats fiscals que integraven 929,5 persones, la mediana anual d'ingressos fiscals per persona era de 18.054 €.

### Activitats econòmiques
Dels 35 establiments que hi havia el 2007, 1 era d'una empresa extractiva, 2 d'empreses alimentàries, 4 d'empreses de fabricació d'altres productes industrials, 8 d'empreses de construcció, 6 d'empreses de comerç i reparació d'automòbils, 4 d'empreses de transport, 2 d'empreses d'hostatgeria i restauració, 1 d'una empresa immobiliària, 3 d'empreses de serveis, 1 d'una entitat de l'administració pública i 3 d'empreses classificades com a «altres activitats de serveis».
Dels 10 establiments de servei als particulars que hi havia el 2009, 1 era un taller de reparació d'automòbils i de material agrícola, 1 autoescola, 1 paleta, 1 guixaire pintor, 2 lampisteries, 2 electricistes i 2 restaurants.
Dels 2 establiments comercials que hi havia el 2009, 1 era una fleca i 1 una botiga de material de revestiment de parets i terra.
L'any 2000 a Fontaine-Simon hi havia 22 explotacions agrícoles que ocupaven un total de 1.080 hectàrees.

## Equipaments sanitaris i escolars
El 2009 hi havia una escola elemental integrada dins d'un grup escolar amb les comunes properes formant una escola dispersa.

## Poblacions properes
El següent diagrama mostra les poblacions més properes.